# Красилівка (Ніжинський район)
Краси́лівка — село в Україні, у Бахмацькій міській громаді Ніжинського району Чернігівської області.

## Населення

### Мова
Розподіл населення за рідною мовою за даними перепису 2001 року:
| Мова       | Кількість | Відсоток |
| ---------- | --------- | -------- |
| українська | 966       | 99.49%   |
| російська  | 3         | 0.30%    |
| білоруська | 2         | 0.21%    |
| Усього     | 971       | 100%     |

## Історія
Село засноване на початку XVII століття.
Після вигнання поляків у 1660 році село перейшло у власність Ніжинському магістратському писарю Філіпу Васютинському. Але він довго не зміг тримати село, тому воно було приєднане до Борзнянської ратуші. Пізніше перейшло у власність гетьмана Апостола.
Перебування Красилівки у власності ратуші привело до утворення в ній маленьких володінь. Уже в 1694 році в селі утворилися володіння місцевого полкового писаря Пироцького, який перебував на землях свого тестя Василя Забіли.
До 1740 року утворилося ще п"ять володінь: бунчужного, товариша Івана Пироцького (18 дворів, 24 холопи), полкового обозного Івана Величковського (17 дворів, 21 холоп), Охоче комонного полковника Василя і Карпа Часника (9 дворів, 15 холопів), Борзнянського протопопа Федора Величковського (4 двори, 4 холопи), значкового товариша Миколи Забіли (9 дворі, 9 холопів) і протопопихи Величковської (14 дворів, 14 холопів).
Станом на 1786 рік Красилівка входить до складу Борзнянського повіту.
На початку 1918 року село було окуповане більшовиками.
Землі поміщиків були реквізовані більшовицьким ревкомом.
У 20-х роках ХХ століття в користуванні селян було 13 млинів. Частина з них була на механічному приводі, а частина працювала за допомогою сили вітру.
На 1 січня 1923 року в селі була одна трьох-річна загальноосвітня трудова школа. В першому класі навчалося 55 дітей, у другому 45 дітей, у третьому — 42. Навчання проводили 3 учителі.
На початок 1924 року в селі налічувалося 534 двори з населенням 2767 чоловік. Крім того до сільської ради входили три хутори: Безпечний (14 дворів з населенням 73 чоловіки), Ніколаєнка (1 двір — 5 чоловік), Ігнатка (1 двір — 10 чоловік).
У 1930 році в селі було створено 4-ри сільськогосподарські артілі «Нова хвиля», «Третій вирішальний», «Тринадцяти річчя Жовтня», «Прапор комуни».
Під час голодомору 1933 року тільки на одній вулиці Байлівка, нині Центральна померло 50 чоловік, а таких вулиць було вісім.
Великою подією для жителів була поява першого трактора в селі в 1935 році.
13 вересня 1941 року Красилівка була окупована Колгоспне господарство було зруйноване. Школа була закрита. 7 жителів було заарештовано і розстріляно. 50 юнаків та дівчат відправлені в Німеччину.
9 вересня 1943 року село було зайняте Червоною Армією.
У 1950 році дві колгоспні артілі «Третій вирішальний» та «Прапор Комуни» об"єдналися в одне господарство яке дістало назву колгосп імені Ф.Енгельса.
Починаючи з 1960 року в селі значну увагу почали приділяти будівництву об'єктів соціально-культурного призначення. У 1961 році відкрив двері новий Будинок культури на 300 посадочних місць та нове приміщення ФАПУ. За період середини 50-х років та на кінець 1960 року а селі було побудовано близько 500 нових будинків.
Значною подією для жителів села було відкриття у 1961 році електростанції, що дало можливість близько 75 % осель колгоспників електрифікувати. Другою значною подією стало будівництво дороги з твердим покриттям в 1968 році, яка з'єднала Красилівку з районним центром. Це дало можливість відкрити автобусне сполучення з містом.
З відкриттям Будинку культури, у селі широкого розмаху набула художня самодіяльність. У 1966 році розпочав діяльність сільський хор, який у 1968 році одержав звання народного, а його керівникові присвоєно звання Заслуженого діяча культури УРСР. Протягом більше 10 років ним керував В. П. Ломако. Самодіяльний народний хор був неодноразовим переможцем фестивалів та конкурсів, брав участь у телевізійному турнірі «Сонячні кларнети». Його виступи слухали жителі Бахмача, Чернігова, Гомеля і Києва.
На початку 1960 року Красилівська семирічна школа стала восьмирічною. У 1962 році відбувся перший випуск учнів які отримали восьмирічну освіту.
У 1966 році в центрі села був викопаний ставок довжиною більше 1000 метрів.
На 1 січня 1963 року в селі було 616 дворів та проживало 2266 чоловік.
В 1974 році була побудована середня школа на 320 учнівських місць. В 1972 році побудоване нове адміністративне приміщення в якому розмістилася контора колгоспу, сільська рада, відділення пошти.
У лютому 1977 року колгосп імені Ф.Енгельса був реорганізований в радгосп «Красилівський», який мав три відділення. Центральна дільниця знаходилася в селі Красилівка. Крім того до нього ввійшли Петровське відділення з селищем Перемога, яке розташоване від Красилівки на відстані 16 кілометрів, та Кальчинівське відділення з селом Кальчинівка на відстані 35 кілометрів.
12 червня 2020 року, відповідно до розпорядження Кабінету Міністрів України № 730-р «Про визначення адміністративних центрів та затвердження територій територіальних громад Чернігівської області», увійшло до складу Бахмацької міської громади.
19 липня 2020 року, в результаті адміністративно-територіальної реформи та ліквідації Бахмацького району, село увійшло до складу Ніжинського району Чернігівської області.

## Сучасний стан
На сьогодні в селі відділення зв'язку, середня школа, фельдшерсько-акушерський пункт, Будинок культури, магазини, бібліотека (9 тисяч книг).